# أمراء السويد

شعار النبالة السويدي الحالي.

تحتوي هذه القائمة على أمراء وأميرات السويد منذ تولي الملك غوستاف فاسا الحكم في عام 1523 بعد أن قاد حرب الوطنية، استمرت سلالته في الحكم لما يناهز القرن والنصف، ثم مروراً بـ آل بالاتينات-تسفايبروكن وأسرة هولشتاين-غوتورب وأخيراً أسرة برنادوت.
في 1544 إلغيت ملكية انتخابية وتحويلها إلى ملكية وراثية، أصبح لقب الأمير الوراثي لقبًا لجميع الأمراء الذكور، ولم يحصل وريث العرش على لقب ولي العهد إلا في القرن الثامن عشر من خلال دستور لعام 1772 الذي ميز بين الأمراء الوراثيين وأمراء الدم السويدي الذين هم أبعد عن الحكم، كان هذا التغير مماثلاً على النمط الفرنسي حيث كان بعض الأمراء الملكيين يطلق عليهم اسم الأمير الدم، ولم يتم الاحتفاظ بهذا التمييز مع دستور لعام 1809 الذي أعطى جميع الأمراء الذكور لقب أمير السويد الوراثي، كانت الملكة كريستينا الأثنى الوحيدة التي حملت اللقب الأميرة الوراثية، في حين الأميرات الأخريات في الأسر المالكة حملن لقب أميرة السويد.
ومع إدخال نظام البكورة المطلقة بعد تعديل دستوري في عام 1980م تم تغيير اللقب معه إلى لقب أمير وأميرة السويد، وعادةً ما يُطلق على الفرد أيضًا صاحب (ة) السمو الملكي، ومع ذلك فقدت ثلاث من الأخوات الأربع لكارل السادس عشر غوستاف هذا اللقب عند زواجهن من عامة الناس على الرغم من احتفاظهن بألقابهن كنوع من المجاملة، وفي حين فقد بعض أعمامه وأقربائه الذكور هذا اللقب أيضا بمجرد زواجهم من العامة، ولكن تم قبولهم أحيانا في طبقة النبلاء في الممالك الأوروبية الأخرى، بالإضافة إلى ذلك في 7 أكتوبر 2019، أصدر الملك كارل السادس عشر غوستاف مرسومًا يقصر لقب صاحب السمو الملكي على بنته الوريثة وذريتها من بعدها، مع السماح لأحفاده الأخرون الذين فقدوا اللقب من خلال هذا المرسوم بالاحتفاظ بألقابهم ودوقياتهم ومكانتهم في سلم الخلافة.

## قائمة الأمراء والأميرات بالميلاد

### الجيل الأول
| الاسم                 | حياته                           | الوالدين                                         | ملاحظة |
| --------------------- | ------------------------------- | ------------------------------------------------ | --- |
| الملك إريك الرابع عشر | 13 ديسمبر 1533 - 26 فبراير 1577 | ابن الملك غوستاف الأول وكاثرينا من ساكس-لاونبورغ | تزوج من كارين مانسدوتر 4 يوليو 1568 4 أبناء                                                                            |
| الملك يوهان الثالث    | 20 ديسمبر 1537 - 17 نوفمبر 1592 | أبناء الملك غوستاف الأول ومارغريت ليونهوفود      | تزوج مرتين: (1) كاثرين البولندية 4 أكتوبر 1562 3 أبناء (2) غونيلا بيلكه 21 فبراير 1585 ابن واحد                        |
| الأميرة كاتارينا      | 6 يونيو 1539 - 21 ديسمبر 1610   | أبناء الملك غوستاف الأول ومارغريت ليونهوفود      | تزوجت من إدزارد الثاني كونت فريزيا الشرقية 1 أكتوبر 1559 10 ابناً                                                       |
| الأميرة سيسيليا       | 16 نوفمبر 1540 - 27 يناير 1627  | أبناء الملك غوستاف الأول ومارغريت ليونهوفود      | تزوجت من كريستوفر الثاني مرغريف بادن-روديماخرن 11 نوفمبر 1564 6 أبناء                                                  |
| الأمير ماغنوس         | 25 يوليو 1542 - 26 يونيو 1595   | أبناء الملك غوستاف الأول ومارغريت ليونهوفود      | دوق أوستريوتلاند غير متزوج مريض عقلي                                                                                   |
| الأمير كارل           | 1544                            | أبناء الملك غوستاف الأول ومارغريت ليونهوفود      | توفي صغيراً |
| الأميرة آنا           | 19 يونيو 1545 - 20 مارس 1610    | أبناء الملك غوستاف الأول ومارغريت ليونهوفود      | تزوجت من غيورغ يوهان الأول كونت بالاتينات-فيلدينتس 20 ديسمبر 1562 11 ابناً                                              |
| الأمير ستين           | 1546 - 1547                     | أبناء الملك غوستاف الأول ومارغريت ليونهوفود      | توفي صغيراً |
| الأميرة صوفيا         | 29 أكتوبر 1547 - 17 مارس 1611   | أبناء الملك غوستاف الأول ومارغريت ليونهوفود      | تزوجت من ماغنوس الثاني دوق ساكس-لاونبورغ 4 يوليو 1584 6 أبناء                                                          |
| الأميرة إليزابيث      | 5 أبريل 1549 - 20 نوفمبر 1597   | أبناء الملك غوستاف الأول ومارغريت ليونهوفود      | تزوجت من كريستوفر دوق مكلنبورغ-غادبوش 7 مايو 1581 ابنة واحدة                                                           |
| الملك كارل التاسع     | 4 أكتوبر 1550 - 30 أكتوبر 1611  | أبناء الملك غوستاف الأول ومارغريت ليونهوفود      | تزوج مرتين: (1) آنا ماريا من بالاتينات-سيمرن 11 مايو 1579 6 أبناء (2) كريستينا من هولشتاين-غوتورب 8 يوليو 1592 5 أبناء |

### الجيل الثاني
| الاسم                                                 | حياته                           | الوالدين                                              | ملاحظة |
| ----------------------------------------------------- | ------------------------------- | ----------------------------------------------------- | --- |
| الأميرة إيزابيلا                                      | 1564–1566                       | ابنّي الكبار الملك يوهان الثالث وكاثرين البولندية      | ولدت وتوفيت قبل اعتلاء والدها العرش توفيت صغيرة |
| الملك سييسموند وأيضا: ملك بولندا ودوق ليتوانيا الأكبر | 20 يونيو 1566 - 30 أبريل 1632   | ابنّي الكبار الملك يوهان الثالث وكاثرين البولندية      | عزل من العرش السويدي في 1699 من قبل عمه الدوق كارل، توفي في بولندا تزوج مرتين: (1) آن النمساوية 31 مايو 1592 5 أبناء (2) كونستانس النمساوية 11 ديسمبر 1605 7 أبناء |
| سيغريد                                                | 15 أكتوبر 1566 - 1633           | ابنّي الكبار الملك إريك الرابع عشر وكارين مانسدوتر     | ولدت قبل زواج والديها تزوجت مرتين: (1) هنريك كلاسون توت 1579 3 أبناء (2) نيلز نيلسون 10 سبتمبر 1609 ليس لديهم أبناء                                                |
| غتوساف                                                | 28 يناير 1568 - فبراير 1607     | ابنّي الكبار الملك إريك الرابع عشر وكارين مانسدوتر     | ولد قبل زواج والديه يعتقد أنه متزوج وله أربعة أطفالتوفي في روسيا القيصرية                                                                                          |
| الأميرة آنا                                           | 17 مايو 1568 - 26 فبراير 1625   | ابنة الملك يوهان الثالث وكاثرين البولندية             | ولدت في السويد وتوفيت في بولندا غير متزوجة |
| الأمير هنريك                                          | 1570 - 1574                     | ابنّي الصغار الملك إريك الرابع عشر وكارين مانسدوتر     | ولد بعد زواج والديه وعزلهما توفي صغيراً |
| الأمير أرنولد                                         | 1572 - 1573                     | ابنّي الصغار الملك إريك الرابع عشر وكارين مانسدوتر     | ولد بعد زواج والديه وعزلهما توفي صغيراً |
| الأميرة مارغريتا إليزابيث                             | 24 سبتمبر 1580 - 26 أغسطس 1585  | أبناء الملك كارل التاسع وآنا ماريا من بالاتينات-سيمرن | ولدت وتوفيت قبل اعتلاء والدها العرش توفيت صغيرة |
| الأميرة إليزابيث سابينا                               | 12 مارس 1582 - 6 يوليو 1585     | أبناء الملك كارل التاسع وآنا ماريا من بالاتينات-سيمرن | ولدت وتوفيت قبل اعتلاء والدها العرش توفيت صغيرة |
| الأمير لودفيغ                                         | 17 مارس - 26 مايو 1583          | أبناء الملك كارل التاسع وآنا ماريا من بالاتينات-سيمرن | ولد وتوفي قبل اعتلاء والدها العرش توفي صغيرة |
| الأميرة كاتارينا                                      | 10 نوفمبر 1584 – 13 ديسمبر 1638 | أبناء الملك كارل التاسع وآنا ماريا من بالاتينات-سيمرن | تزوج من يوهان كازيمير كونت بالاتينات-كليبورغ 11 يونيو 1592 5 أبناء                                                                                                 |
| الأمير غوستاف                                         | 12 يونيو - 4 ديسمبر 1587        | أبناء الملك كارل التاسع وآنا ماريا من بالاتينات-سيمرن | ولد وتوفي قبل اعتلاء والدها العرش توفي صغيرة |
| الأميرة ماريا                                         | 18 ديسمبر 1588 - 24 أبريل 1589  | أبناء الملك كارل التاسع وآنا ماريا من بالاتينات-سيمرن | ولدت وتوفيت قبل اعتلاء والدها العرش توفيت صغيرة |
| الأمير يوهان                                          | 18 أبريل 1589 - 5 مارس 1618     | ابن الملك يوهان الثالث وغونيلا بيلكه                  | دوق أوستريوتلاند تزوجا في 29 نوفمبر 1612 ليس لديهم أبناء |
| الأميرة ماريا إليزابيث                                | 10 مارس 1596 - 7 أغسطس 1618     | أبناء الملك كارل التاسع وكريستينا من هولشتاين-غوتورب  | دوق أوستريوتلاند تزوجا في 29 نوفمبر 1612 ليس لديهم أبناء |
| الأميرة كريستينا                                      | 26 نوفمبر 1593– 25 مايو 1594    | أبناء الملك كارل التاسع وكريستينا من هولشتاين-غوتورب  | ولدت وتوفيت قبل اعتلاء والدها العرش توفيت صغيرة |
| الملك غوستاف الثاني أدولف                             | 19 ديسمبر 1594 - 16 نوفمبر 1632 | أبناء الملك كارل التاسع وكريستينا من هولشتاين-غوتورب  | تزوج من ماريا إليونورا من براندنبورغ 25 نوفمبر 1620 4 أبناء |
| الأمير كارل فيليب                                     | 22 أبريل 1601 - 25 يناير 1622   | أبناء الملك كارل التاسع وكريستينا من هولشتاين-غوتورب  | دوق سودرمانلاند تزوج من إليزابيث ريبينغ 5 مارس 1620 ابنة واحدة |

### الجيل الثالث
| الاسم                                                             | حياته                           | الوالدين                                                                   | ملاحظة |
| ----------------------------------------------------------------- | ------------------------------- | -------------------------------------------------------------------------- | --- |
| الأميرة آنا ماريا أيضا: أميرة بولندا                              | 23 مايو 1593 – 9 فبراير 1600    | أبناء الملك سييسموند وآن النمساوية                                         | توفيت صغيرة |
| الأميرة كاتارزينا أيضا: أميرة بولندا                              | مايو 1594 - يونيو 1594          | أبناء الملك سييسموند وآن النمساوية                                         | توفيت صغيرة |
| فلاديسلاف الرابع ملك بولندا ودوق ليتوانيا الأكبر أيضا: قيصر روسيا | 9 يونيو 1595 - 20 مايو 1648     | أبناء الملك سييسموند وآن النمساوية                                         | كان مدعي العرش السويدي تزوج مرتين: (1) سيسيليا ريناتا النمساوية 12 سبتمبر 1637 3 أبناء (2) ماريا لويزا غونزاغا 10 مارس 1646 ليس لديهم أبناء             |
| الأميرة كاتارزينا أيضا: أميرة بولندا                              | 27 سبتمبر 1596 - يونيو 1597     | أبناء الملك سييسموند وآن النمساوية                                         | توفيت صغيرة |
| الأمير كرزيستوف أيضا: أمير بولندا                                 | 10 فبراير 1598                  | أبناء الملك سييسموند وآن النمساوية                                         | توفي خلال اليوم |
| الأمير يان كازيميرز أيضا: أمير بولندا                             | 25 ديسمبر 1607 – 14 يناير 1608  | أبناء الملك سييسموند وكونستانس النمساوية                                   | ولد بعد عزل والده توفي صغيراً |
| يان الثاني كاريميرز ملك بولندا ودوق ليتوانيا الأكبر               | 22 مارس 1609 - 16 ديسمبر 1672   | أبناء الملك سييسموند وكونستانس النمساوية                                   | ولد بعد عزل والده كان مدعي العرش السويدي تزوج مرتين: (1) ماريا لويزا غونزاغا 30 مايو 1649 ابن وابنة (2) كلودين فرانسواز مينيو 14 سبتمبر 1672 ابنة واحدة |
| الأمير يان ألبرت أيضا: أمير بولندا                                | 25 مايو 1612 – 22 ديسمبر 1634   | أبناء الملك سييسموند وكونستانس النمساوية                                   | ولد بعد عزل والده كاردينال بولندي وأسقف كراكوف |
| الأمير كارول فرديناند أيضا: أمير بولندا                           | 13 أكتوبر 1613 - 9 مايو 1655    | أبناء الملك سييسموند وكونستانس النمساوية                                   | ولد بعد عزل والده أسقف فروتسواف ودوق أوبولي |
| الأمير ألكساندر كارول أيضا: أمير بولندا                           | 4 نوفمبر 1614 - 19 نوفمبر 1634  | أبناء الملك سييسموند وكونستانس النمساوية                                   | ولد بعد عزل والده توفي شاباً |
| الأميرة آنا كونستانزيا أيضا: أميرة بولندا                         | 26 يناير 1616 - 24 مايو 1616    | أبناء الملك سييسموند وكونستانس النمساوية                                   | ولدت بعد عزل والده توفي صغيرة |
| كريستينا ماغدالينه أيضا: كونتيسة بالاتينات                        | 27 مايو 1616 - 14 أغسطس 1662    | ابنة الكبرى لأميرة كاتارينا السويدية ويوهان كاريميز كونت بالاتينات-كليبورغ | تزوجت من فريدرش السادس مرغريف بادن-دورلاخ 30 نوفمبر 1642 8 أبناء                                                                                        |
| الأميرة آنا كاتارزينا كونستانزيا أيضا: أميرة بولندا               | 7 أغسطس 1619 - 8 أكتوبر 1651    | ابنة الملك سييسموند وكونستانس النمساوية                                    | ولدت بعد عزل والده تزوجت من فيليب فيلهلم كونت بالاتينات-نيوبورغ الوراثي 8 يونيو 1642 ليس لديهم أبناء                                                    |
| إماليا إليزابيث أيضا: كونتيسة بالاتينات                           | 11 سبتمبر 1619 - 2 يوليو 1628   | ابنّي أميرة كاتارينا السويدية ويوهان كاريميز كونت بالاتينات-كليبورغ         | ولدت في ألمانيا وتوفيت في السويد توفيت صغيرة |
| الملك كارل العاشر غوستاف وأيضا: كونت بالاتينات                    | 8 نوفمبر 1622 - 13 فبراير 1660  | ابنّي أميرة كاتارينا السويدية ويوهان كاريميز كونت بالاتينات-كليبورغ         | تزوج من هيدفيغ إليونورا من هولشتاين-غوتورب 24 أكتوبر 1654 ابن وحيد                                                                                      |
| الأميرة كريستينا                                                  | 16 أكتوبر 1623 - 21 سبتمبر 1624 | ابنة الملك غوستاف الثاني أدولف وماريا إليونورا من براندنبورغ               | توفيت صغيرة |
| ماريا يوفروسين أيضا: كونتيسة بالاتينات                            | 14 فبراير 1625 - 24 أكتوبر 1687 | بنّتي أميرة كاتارينا السويدية ويوهان كاريميز كونت بالاتينات-كليبورغ         | تزوجت من ماغنوس غابرييل دي لا غاردي 7 مارس 1647 11 ابناً                                                                                                 |
| إليونورا كاتارينا أيضا: كونتيسة بالاتينات                         | 17 مايو 1626 - 3 مارس 1692      | بنّتي أميرة كاتارينا السويدية ويوهان كاريميز كونت بالاتينات-كليبورغ         | تزوجت من فريدرش لاندغراف هسن-إشغيفه 8 سبتمبر 1646 6 أبناء                                                                                               |
| الملكة كريستينا                                                   | 8 ديسمبر 1626 - 19 أبريل 1689   | ابنة الملك غوستاف الثاني أدولف وماريا إليونورا من براندنبورغ               | هي أخر فرد من أسرة فاسا غير متزوجة |
| كاتارينا أيضا: كونتيسة بالاتينات                                  | 1628- 1629                      | ابنّي الصغار لأميرة كاتارينا السويدية ويوهان كاريميز كونت بالاتينات-كليبورغ | توفيت صغيرة |
| أدولف يوهان الأول كونت بالاتينات-كليبورغ                          | 11 أكتوبر 1629 - 14 أكتوبر 1689 | ابنّي الصغار لأميرة كاتارينا السويدية ويوهان كاريميز كونت بالاتينات-كليبورغ | تزوج مرتين: (1) إليزابيث بياتريس براهي 19 يونيو 1649 ابن واحد (2) إلسا إليزابيث براهي فبراير 1661 9 أبناء                                               |

### الجيل الرابع
| الاسم                 | حياته                         | الوالدين                                                  | ملاحظة                                                  |
| --------------------- | ----------------------------- | --------------------------------------------------------- | ------------------------------------------------------- |
| الملك كارل الحادي عشر | 24 نوفمبر 1655 - 5 أبريل 1697 | ابن الملك كارل العاشر وهيدفيغ إليونورا من هولشتاين-غوتورب | تزوج من أولريكا إليونورا الدنماركية 6 مايو 1680 7 أبناء |

### الجيل الخامس
| الاسم                                       | حياته                                                       | الوالدين                                                         | ملاحظة                                                           |
| ------------------------------------------- | ----------------------------------------------------------- | ---------------------------------------------------------------- | ---------------------------------------------------------------- |
| الأميرة هيدفيغ صوفيا                        | 26 يونيو 1681 - 22 ديسمبر 1708                              | أبناء الملك كارل الحادي عشر وأولريكا إليونورا الدنماركية         | تزوجت من فريدرش الرابع دوق هولشتاين-غوتورب 12 مايو 1698 ابن وحيد |
| الملك كارل الثاني عشر                       | 17 يونيو 1682 - 30 نوفمبر 1718                              | أبناء الملك كارل الحادي عشر وأولريكا إليونورا الدنماركية         | غير متزوج                                                        |
| الأمير غوستاف الأمير أولريك                 | 14 يونيو 1683 – 26 أبريل 1685                               | أبناء الملك كارل الحادي عشر وأولريكا إليونورا الدنماركية         | توفي صغيراً                                                       |
| الأمير غوستاف الأمير أولريك                 | 2 أغسطس 1684 - 8 يونيو 1685                                 | أبناء الملك كارل الحادي عشر وأولريكا إليونورا الدنماركية         | توفي صغيراً                                                       |
| الأمير فريدريك الأمير كارل غوستاف           | 7 - 22 أكتوبر 1685                                          | أبناء الملك كارل الحادي عشر وأولريكا إليونورا الدنماركية         | توفي صغيراً                                                       |
| الأمير فريدريك الأمير كارل غوستاف           | 27 ديسمبر 1686 - 13 فبراير 1687                             | أبناء الملك كارل الحادي عشر وأولريكا إليونورا الدنماركية         | توفي صغيراً                                                       |
| الملك فريدريك الأول الملكة أولريكا إليونورا | 28 أبريل 1676 - 5 أبريل 1751 23 يناير 1688 - 24 نوفمبر 1741 | ابن كارل الأول لاندغراف هسن-كاسل وماريا آماليا من كورلاند        | تزوجا في 24 مارس 1715 ليس لديهما أبناء                           |
| الملك فريدريك الأول الملكة أولريكا إليونورا | 28 أبريل 1676 - 5 أبريل 1751 23 يناير 1688 - 24 نوفمبر 1741 | الابنة الصغرى للملك كارل الحادي عشر وأولريكا إليونورا الدنماركية | تزوجا في 24 مارس 1715 ليس لديهما أبناء                           |

### الجيل السادس
| الاسم                           | حياته                         | الوالدين | ملاحظة                                                                         |
| ------------------------------- | ----------------------------- | --- | ------------------------------------------------------------------------------ |
| كارل فريدرش دوق هولشتاين-غوتورب | 30 أبريل 1700 - 18 يونيو 1739 | ابن فريدرش الرابع دوق هولشتاين-غوتورب وهيدفيغ صوفيا السويدية                                                                      | تزوج من آنا بيوتروفنا الروسية 12 يونيو 1725 ابن وحيد خسر منصبه بعد ولائه للروس |
| الملك أدولف فريدريك             | 14 مايو 1710 - 12 فبراير 1771 | ابن كريستيان أوغست أمير هولشتاين-غوتورب وألبرتينا فريدريكا من بادن دورلاخ يرجع نسبه من ناحية والدته إلى الأميرة كاتارينا السويدية | تزوج من لويزا أولريكا البروسية 17 يوليو 1744 5 أبناء                           |

### الجيل السابع
| الاسم                  | حياته                          | الوالدين                                           | ملاحظة                                                             |
| ---------------------- | ------------------------------ | -------------------------------------------------- | ------------------------------------------------------------------ |
| الملك غوستاف الثالث    | 24 يناير 1746 - 29 مارس 1792   | أبناء الملك أدولف فريدريك ولوفيسا أولريكا البروسية | تزوج من صوفي ماغدالينه الدنماركية 4 نوفمبر 1766 ابنين              |
| الملك كارل الثالث عشر  | 7 أكتوبر 1748 - 5 فبراير 1818  | أبناء الملك أدولف فريدريك ولوفيسا أولريكا البروسية | تزوج من هيدفيغ إليزابيث شارلوت هولشتاين-غوتورب 21 يونيو 1774 ابنين |
| الأمير فريدريك أدولف   | 18 يوليو 1750 - 12 ديسمبر 1803 | أبناء الملك أدولف فريدريك ولوفيسا أولريكا البروسية | دوق أوستريوتلاند غير متزوج لديه ابنة غير شرعية                     |
| الأميرة صوفيا ألبرتينا | 8 أكتوبر 1753 - 17 مارس 1829   | أبناء الملك أدولف فريدريك ولوفيسا أولريكا البروسية | أميرة كفيدلينبورغ الراهبة                                          |

### الجيل الثامن
| الاسم                                               | حياته                         | الوالدين | ملاحظة |
| --------------------------------------------------- | ----------------------------- | --- | --- |
| الملك غوستاف الرابع أدولف                           | 1 نوفمبر 1778 - 7 فبراير 1837 | ابنّي الملك غوستاف الثالث وصوفي ماغدالينه الدنماركية                                                             | تزوج من فريديريكا من بادن 31 أكتوبر 1797 5 أبناء                                                                    |
| الأمير كارل غوستاف                                  | 25 أغسطس 1782 - 23 مارس 1783  | ابنّي الملك غوستاف الثالث وصوفي ماغدالينه الدنماركية                                                             | دوق سمولاند توفي صغيراً                                                                                              |
| الأمير كارل أدولف                                   | 3 - 10 يوليو 1798             | ابن الأمير كارل وهيدفيغ إليزابيث شارلوت هولشتاين-غوتورب                                                         | دوق فارملاند توفي صغيراً                                                                                             |
| كارل أوغست                                          | 9 يوليو 1768 - 28 مايو 1810   | ابن فريدرش كريستيان الأول دوق شليسفيغ-هولشتاين-سوندربورغ-أوغستنبورغ وشارلوته من شليسفيغ-هولشتاين-سوندربورغ-بلون | حاكم النرويج في ظل سلطة الدنماركية ابن المتبناة من قبل الملك كارل الثالث عشر                                        |
| الملك كارل الرابع عشر يوهان جان بابتيست جول برنادوت | 26 يناير 1763 - 8 مارس 1844   | ابن جان هنري برنادوت وجين دو سان جان                                                                            | مارشال في ظل الدولة الفرنسية ابن المتبناة من قبل الملك كارل الثالث عشر تزوج من ديزيريه كلاري 17 أغسطس 1798 ابن وحيد |

### الجيل التاسع
| الاسم                      | حياته                            | الوالدين                                          | ملاحظة                                                   |
| -------------------------- | -------------------------------- | ------------------------------------------------- | -------------------------------------------------------- |
| الملك أوسكار الأول         | 4 يوليو 1799 - 8 يوليو 1859      | ابن الملك كارل الرابع عشر يوهان وديزيريه كلاري    | تزوج من جوزفين من ليوتشتنبورغ 19 يونيو 1823 5 أبناء      |
| ولي العهد غوستاف أمير فاسا | 9 نوفمبر 1799 - 4 / 5 أغسطس 1877 | أبناء الملك غوستاف الرابع أدولف وفريدريكا من بادن | تزوج من لويز أميلي من بادن 9 نوفمبر 1830 ابنين           |
| الأمير صوفي فلهلمينا       | 21 مايو 1801 - 6 يوليو 1865      | أبناء الملك غوستاف الرابع أدولف وفريدريكا من بادن | تزوجت من ليوبولد دوق بادن الأكبر 25 يوليو 1819 8 أبناء   |
| الأمير كارل غوستاف         | 2 ديسمبر 1802 - 10 سبتمبر 1805   | أبناء الملك غوستاف الرابع أدولف وفريدريكا من بادن | دوق فنلندا الأكبرتوفي صغيراً                              |
| الأميرة أماليا             | 22 فبراير 1805 - 31 أغسطس 1853   | أبناء الملك غوستاف الرابع أدولف وفريدريكا من بادن | غير متزوجة                                               |
| الأميرة سيسليا             | 22 يونيو 1807 - 27 يناير 1844    | أبناء الملك غوستاف الرابع أدولف وفريدريكا من بادن | تزوجت من أوغسطس دوق أولدنبورغ الأكبر 5 مايو 1831 3 أبناء |

### الجيل العاشر
| الاسم                 | حياته                          | الوالدين                                        | ملاحظة                                                                   |
| --------------------- | ------------------------------ | ----------------------------------------------- | ------------------------------------------------------------------------ |
| الملك كارل الخامس عشر | 3 مايو 1826 - 18 سبتمبر 1872   | أبناء الملك أوسكار الأول وجوزفين من ليوتشتنبورغ | تزوج من لويزا الهولندية 19 يونيو 1850 ابنين                              |
| الأمير غوستاف         | 18 يونيو 1827 - 24 سبتمبر 1852 | أبناء الملك أوسكار الأول وجوزفين من ليوتشتنبورغ | دوق أوبلاندتوفي شاباً                                                     |
| الملك أوسكار الثاني   | 21 يناير 1829 - 8 ديسمبر 1907  | أبناء الملك أوسكار الأول وجوزفين من ليوتشتنبورغ | تزوج من صوفيا الناساوية 6 يونيو 1857 4 أبناء                             |
| الأميرة أوجيني        | 24 أبريل 1830 - 23 أبريل 1889  | أبناء الملك أوسكار الأول وجوزفين من ليوتشتنبورغ | غير متزوجة                                                               |
| الأمير أوغست          | 24 أغسطس 1831 - 4 مارس 1873    | أبناء الملك أوسكار الأول وجوزفين من ليوتشتنبورغ | دوق دالارناتزوج من تيريز من ساكس-ألتنبورغ 16 أبريل 1864 ليس لديهما أبناء |
| الأمير لودفيغ فاسا    | 3 - 17 فبراير 1832             | ابنّي الأمير غوستاف ولويز أميلي من بادن          | توفي صغيراً                                                               |
| الأميرة كارولينا      | 5 أغسطس 1833 - 15 ديسمبر 1907  | ابنّي الأمير غوستاف ولويز أميلي من بادن          | تزوجت من ألبرشت ملك ساكسونيا 18 يونيو 1853 ليس لديهما أبناء              |

### الجيل الحادي عشر
| الاسم               | حياته                           | الوالدين                                    | ملاحظة |
| ------------------- | ------------------------------- | ------------------------------------------- | --- |
| الأميرة لويزا       | 31 أكتوبر 1851 - 21 مارس 1926   | ابنّي الملك كارل الخامس عشر ولويزا الهولندية | تزوجت من فريديريك الثامن ملك الدنمارك 28 يوليو 1869 8 أبناء |
| الأمير كارل أوسكار  | ديسمبر 1852 - 13 مارس 1854      | ابنّي الملك كارل الخامس عشر ولويزا الهولندية | دوق سودرمانلاندتوفي صغيراً |
| الملك غوستاف الخامس | 16 يونيو 1858 - 29 أكتوبر 1950  | ابن الملك أوسكار الثاني وصوفيا الناساوية    | تزوج من فيكتوريا من بادن 20 سبتمبر 1881 3 أبناء |
| أوسكار برنادوت      | 15 نوفمبر 1859 - 4 أكتوبر 1953  | ابن الملك أوسكار الثاني وصوفيا الناساوية    | دوق يوتلاند أمير برنادوت كونت فيسبورغ تزوج من إيبا مونك أوف فولكيلا 15 مارس 1888 5 أبناء بما في ذلك فولك برنادوت تخلى عن خلافة العرش، وفقد أيضا لقب أمير السويد، تم قبوله في طبقة النبالة اللوكسمبورغية. |
| الأمير كارل         | 27 فبراير 1861 - 24 أكتوبر 1951 | ابن الملك أوسكار الثاني وصوفيا الناساوية    | دوق فستريوتلاند تزوج من إنغبورغ الدنماركية 27 أغسطس 1897 4 أبناء |
| الأمير يوجين        | 1 أغسطس 1865 - 17 أغسطس 1947    | ابن الملك أوسكار الثاني وصوفيا الناساوية    | دوق نارك غير متزوج |

### الجيل الثاني عشر
| الاسم                     | حياته                           | الوالدين                                              | ملاحظة |
| ------------------------- | ------------------------------- | ----------------------------------------------------- | --- |
| الملك غوستاف السادس أدولف | 11 نوفمبر 1882 - 15 سبتمبر 1973 | أبناء الملك غوستاف الخامس وفيكتوريا من بادن           | تزوج مرتين: (1) مارغريت البريطانية 15 يونيو 1905 5 أبناء (2) لويزا مونتباتن 3 نوفمبر 1923 ابنة ميتة |
| الأمير فيلهلم             | 17 يونيو 1884 - 5 يونيو 1965    | أبناء الملك غوستاف الخامس وفيكتوريا من بادن           | دوق سودرمانلاندتزوج من ماريا بافلوفنا الروسية 3 مايو 1908 - ط.15 يوليو 1914 ابن |
| الأمير إريك               | 20 أبريل 1889 - 20 سبتمبر 1918  | أبناء الملك غوستاف الخامس وفيكتوريا من بادن           | دوق فستمانلاند كان معاقاً، توفي شاباً. |
| الأميرة مارغريتا          | 25 يونيو 1899 - 4 يناير 1977    | أبناء الأمير كارل دوق فستريوتلاند وإنغبورغ الدنماركية | تزوجت من الأمير أكسل الدنماركي 22 مايو 1919 ابنين |
| الأميرة مارثا             | 28 مارس 1901 - 5 أبريل 1954     | أبناء الأمير كارل دوق فستريوتلاند وإنغبورغ الدنماركية | تزوجت من أولاف ولي عهد النرويج 21 مارس 1929 3 أبناء |
| الأميرة أستريد            | 17 نوفمبر 1905 - 29 أغسطس 1935  | أبناء الأمير كارل دوق فستريوتلاند وإنغبورغ الدنماركية | تزوجت من ليوبولد الثالث ملك بلجيكا 10 نوفمبر 1926 3 أبناء |
| كارل برنادوت              | 10 يناير 1911 - 27 يونيو 2003   | أبناء الأمير كارل دوق فستريوتلاند وإنغبورغ الدنماركية | دوق أوستريوتلاند أمير برنادوتتزوج ثلاثة مرات: (1) الكونتيسة إلسا فون روزن 6 يوليو 1937 - 1951 ابنة واحدة (2) آن لارسون 1 نوفمبر 1954 - 1961 ليس لديهما أبناء (3) كريستين ريفيلسرود 8 يونيو 1978 ليس لديهما أبناء تخلى عن خلافة العرش، وفقد أيضا لقب أمير السويد، تم قبوله في طبقة النبالة البلجيكية |

### الجيل الثالث عشر
| الاسم               | حياته                         | الوالدين                                                  | ملاحظة |
| ------------------- | ----------------------------- | --------------------------------------------------------- | --- |
| الأمير غوستاف أدولف | 22 أبريل 1906 - 26 يناير 1947 | ابنّي الكبار للملك غوستاف الخامس أدولف ومارغريت البريطانية | تزوج من سيبيلا من ساكس-كوبرغ وغوتا 20 أكتوبر 1932 5 أبناء |
| سيغفارد برنادوت     | 7 يونيو 1907 - 4 فبراير 2002  | ابنّي الكبار للملك غوستاف الخامس أدولف ومارغريت البريطانية | دوق أوبلاند أمير برنادوت كونت فيسبورغتزوج ثلاثة مرات: (1) إيريكا ماريا باتزيك 8 مارس 1934 - 14 أكتوبر 1943 ليس لديهم أبناء (2) سونيا هيلين روبرت 26 أكتوبر 1943 - 6 يونيو 1961 ابن واحد (3) ماريان ليندبيرغ 30 يوليو 1961 ليس لديهما أبناء تخلى عن خلافة العرش، وفقد أيضا لقب أمير السويد، تم قبوله في طبقة النبالة اللوكسمبورغية. |
| لينارت برنادوت      | 8 مايو 1909 - 21 ديسمبر 2004  | ابن الوحيد لأمير فيلهلم وماريا بافلوفنا الروسية           | دوق سمولاند أمير برنادوت كونت فيسبورغتزوج مرتين: (1) كارين نيسفاند 11 مارس 1932 - ديسمبر 1971 أربعة أبناء (2) سونيا هاونز 29 أبريل 1972 خمسة أبناء تخلى عن خلافة العرش، وفقد أيضا لقب أمير السويد، تم قبوله في طبقة النبالة اللوكسمبورغية.                                                                                         |
| الأميرة إنغريد      | 28 مارس 1910 - 7 نوفمبر 2000  | أبناء الملك غوستاف الخامس أدولف ومارغريت البريطانية       | تزوجت من فريدريك التاسع ملك الدنمارك 24 مايو 1935 3 أبناء |
| الأمير برتيل        | 28 فبراير 1912 - 5 يناير 1997 | أبناء الملك غوستاف الخامس أدولف ومارغريت البريطانية       | دوق هالاند تزوج من ليليان ديفيز 7 ديسمبر 1976 ليس لديهما أبناء |
| كارل يوهان برنادوت  | 31 أكتوبر 1916 - 5 مايو 2012  | أبناء الملك غوستاف الخامس أدولف ومارغريت البريطانية       | دوق دالارنا أمير برنادوت كونت فيسبورغتزوج مرتين: (1) كيرستين فيكمارك 19 فبراير 1946 ابنين بالتبني (2) الكونتيسة جونيلا فاشتميستر أف يوهانيشوس 29 سبتمبر 1988 ليس لديهم أبناء تخلى عن خلافة العرش، وفقد أيضا لقب أمير السويد، تم قبوله في طبقة النبالة اللوكسمبورغية.                                                               |

### الجيل الرابع عشر
| الاسم                                     | حياته                         | الوالدين                                               | ملاحظة                                                                                     |
| ----------------------------------------- | ----------------------------- | ------------------------------------------------------ | ------------------------------------------------------------------------------------------ |
| الأميرة مارغريتا                          | 31 أكتوبر 1934                | أبناء الأمير غوستاف أدولف وسيبيلا من ساكس-كوبروغ وغوتا | تزوجت من جون أمبلر 30 يونيو 1964 3 أبناء بسبب زواجها فقدت لقب السمو الملكي.                |
| الأميرة بريجيتا                           | 19 يناير 1937 - 4 ديسمبر 2024 | أبناء الأمير غوستاف أدولف وسيبيلا من ساكس-كوبروغ وغوتا | تزوجت من الأمير يوهان غيورغ من هوهنتسولرن 25 مايو 1961 3 أبناء                             |
| ديزيريه                                   | 2 يونيو 1938                  | أبناء الأمير غوستاف أدولف وسيبيلا من ساكس-كوبروغ وغوتا | تزوجت من البارون نيكلاس سيلفرشيولد 5 يونيو 1964 3 أبناء بسبب زواجها فقدت لقب السمو الملكي. |
| كريستينا                                  | 3 أغسطس 1943                  | أبناء الأمير غوستاف أدولف وسيبيلا من ساكس-كوبروغ وغوتا | تزوجت من تورد ماغنوسون 15 يونيو 1974 3 أبناء بسبب زواجها فقدت لقب السمو الملكي.            |
| الملك كارل السادس عشر غوستاف الملك الحالي | 30 أبريل 1946                 | أبناء الأمير غوستاف أدولف وسيبيلا من ساكس-كوبروغ وغوتا | تزوج من سيلفيا سومرلاث 19 يونيو 1976 3 أبناء                                               |

### الجيل الخامس عشر
| الاسم                               | حياته          | الوالدين                                          | ملاحظة                                                                   |
| ----------------------------------- | -------------- | ------------------------------------------------- | ------------------------------------------------------------------------ |
| الأمير دانيال اعتبر أمير منذ الزواج | 15 سبتمبر 1973 | ابن أولي فيستلينغ وإيوا فيستلينغ                  | دوق ودوقة فستريوتلاند تزوجا في 19 يونيو 2010 ابنة وابن                   |
| الأميرة فيكتوريا ولية العهد         | 14 يوليو 1974  | أبناء الملك كارل السادس عشر غوستاف والملكة سيفليا | دوق ودوقة فستريوتلاند تزوجا في 19 يونيو 2010 ابنة وابن                   |
| كارل فيليب                          | 31 أغسطس 1979  | أبناء الملك كارل السادس عشر غوستاف والملكة سيفليا | دوق فارملاند تزوج من صوفيا هيلكفيست 13 يونيو 2015 3 أبناء                |
| مادلين                              | 10 يونيو 1982  | أبناء الملك كارل السادس عشر غوستاف والملكة سيفليا | دوقة هالسنغلاند وغاستركلاند تزوجت من كريستوفر أونيل 8 يونيو 2013 3 أبناء |

### الجيل السادس عشر
| الاسم         | حياته          | الوالدين                                                             | ملاحظة                                                                  |
| ------------- | -------------- | -------------------------------------------------------------------- | ----------------------------------------------------------------------- |
| الأميرة أستل  | 23 فبراير 2012 | ابنة الأميرة فيكتوريا والأمير دانيال دوق فستريوتلاند                 | دوقة أوستريوتلاند                                                       |
| الدوقة ليونور | 20 فبراير 2014 | ابنّي الأمير مادلين دوقة هالسنغلاند وغاستركلاند وكريستوفر أونيل       | دوقة يوتلاند منذ 7 أكتوبر 2019 تم سحب منها لقب سمو الملكي 13 يونيو 2015 |
| الدوق نيكولاس | 15 يونيو 2015  | ابنّي الأمير مادلين دوقة هالسنغلاند وغاستركلاند وكريستوفر أونيل       | دوق أونغيرمانلاند منذ 7 أكتوبر 2019 تم سحب منه لقب سمو الملكي           |
| الأمير أوسكار | 2 مارس 2016    | ابن الأميرة فيكتوريا والأمير دانيال دوق فستريوتلاند                  | دوق سكونا                                                               |
| الدوق ألكسندر | 19 أبريل 2016  | ابنّي كارل فيليب دوق فارملاند والدوقة صوفيا                           | دوق سودرمانلاند منذ 7 أكتوبر 2019 تم سحب منه لقب سمو الملكي             |
| الدوق غابرييل | 31 أغسطس 2017  | ابنّي كارل فيليب دوق فارملاند والدوقة صوفيا                           | دوق دالارنا منذ 7 أكتوبر 2019 تم سحب منه لقب سمو الملكي                 |
| الدوقة أدريان | 3 مارس 2018    | ابنة الصغرى لأمير مادلين دوقة هالسنغلاند وغاستركلاند وكريستوفر أونيل | دوقة بليكينغ منذ 7 أكتوبر 2019 تم سحب منها لقب سمو الملكي               |
| الدوق يوليان  | 26 مارس 2021   | ابن الأصغر لكارل فيليب دوق فارملاند والدوقة صوفيا                    | دوق هالاند منذ 7 أكتوبر 2019 تم سحب منه لقب سمو الملكي                  |

## أميرات السويد من خلال الزواج
تحتوي هذه القائمة على أميرات السويد من خلال زواجهن من أمراء السويد بالميلاد، أصبحت منهن ملكات القرينة:-
| الصورة | الاسم                                      | الاسم بالسويدية | الميلاد        | الزواج                      | الوفاة         | الزوج                            | ملاحظة                                                  |
| ------ | ------------------------------------------ | --------------- | -------------- | --------------------------- | -------------- | -------------------------------- | ------------------------------------------------------- |
|        | كاثرين ياغيلون                             | Katarina        | 1 نوفمبر 1526  | 4 أكتوبر 1562               | 16 سبتمبر 1583 | يوهان دوق فنلندا                 | أصبحت ملكة القرينة منذ 1568                             |
|        | الكونتيسة آنا ماريا من بالاتينات-سيمرن     | Maria           | 24 يوليو 1561  | 11 مايو 1579                | 29 يوليو 1589  | كارل دوق سودرمانلاند             |                                                         |
|        | الأميرة كريستينا من هولشتاين-غوتورب        | Kristina        | 13 أبريل 1573  | 8 يوليو 1592                | 8 ديسمبر 1625  | كارل دوق سودرمانلاند             | أصبحة الملكة القرينة منذ. 1604–1611                     |
|        | الأميرة ماريا إليزابيث                     | Maria Elisabet  | 10 مارس 1596   | 29 نوفمبر 1612              | 7 أغسطس 1618   | الأمير يوهان دوق أوستريوتلاند    | أيضا: أميرة بالميلاد                                    |
|        | الأميرة لويزا أوريكا البروسية              | Lovisa Ulrika   | 24 يوليو 1720  | 17 يوليو 1744               | 16 يوليو 1782  | أدولف فريدريك أمير لوبيك الأسقفي | الملكة القرينة منذ. 1751–1771                           |
|        | الأميرة صوفيا ماغدالينا النماركية          | Sofia Magdalena | 3 يوليو 1746   | 4 نوفمبر 1766               | 21 أغسطس 1813  | ولي العهد غوستاف                 | الملكة القرينة منذ. 1771–1792                           |
|        | الأميرة هيدفيغ إليزابيث من هولشتاين-غوتورب | Charlotta       | 22 مارس 1759   | 4 يوليو 1774                | 20 يونيو 1818  | كارل دوق سودرمانلاند             | الملكة القرينة منذ. 1809–1818                           |
|        | الأميرة لويز أميلي من بادن                 | Lovisa          | 5 يونيو 1811   | 9 نوفمبر 1830               | 19 يوليو 1854  | غوستاف أمير فاسا                 |                                                         |
|        | ديزيريه كلاري                              | Desideria       | 8 نوفمبر 1777  | 17 أغسطس 1798               | 17 ديسمبر 1860 | جان باتيست برنادوت               | أميرة ولي العهد منذ. 1810 الملكة القرينة منذ. 1818–1844 |
|        | الأميرة جوزفين من ليوتشتنبورغ              | Josefina        | 14 مارس 1807   | 22 مايو 1823                | 7 يونيو 1876   | ولي العهد أوسكار                 | الملكة القرينة منذ. 1844–1859                           |
|        | الأميرة لويزا الهولندية                    | Lovisa          | 5 أغسطس 1828   | 19 يونيو 1850               | 30 مارس 1871   | ولي العهد كارل                   | الملكة القرينة منذ. 1859                                |
|        | الأميرة صوفيا الناساوية                    | Sofia           | 9 يوليو 1836   | 6 يونيو 1857                | 30 ديسمبر1913  | الأمير أوسكار دوق أوستريوتلاند   | الملكة القرينة منذ. 1872–1907                           |
|        | الأميرة تيريز من ساكس-ألتنبورغ             | Teresia         | 21 ديسمبر 1836 | 16 أبريل 1864               | 9 نوفمبر 1914  | الأمير أوغست دوق دالارنا         |                                                         |
|        | الأميرة فيكتوريا البادنية                  | Victoria        | 7 أغسطس 1862   | 20 سبتمبر 1881              | 4 أبريل 1930   | ولي العهد غوستاف                 | الملكة القرينة منذ. 1907                                |
|        | الأميرة إنغبورغ الدنماركية                 | Ingeborg        | 2 أغسطس 1878   | 27 أغسطس 1897               | 12 مارس 1958   | الأمير كارل دوق فستريوتلاند      |                                                         |
|        | الأميرة مارغريت من كونوت                   | Margareta       | 15 يناير 1882  | 15 يونيو 1905               | 1 مايو 1920    | ولي العهد غوستاف أدولفدوق سكونا  | أميرة ولي العهد منذ. 1907                               |
|        | ليدي لويزا مونتباتن                        | Lovisa          | 13 يوليو 1889  | 3 نوفمبر 1923               | 7 مارس 1965    | ولي العهد غوستاف أدولفدوق سكونا  | الملكة القرينة منذ. 1950                                |
|        | الدوقة الكبرى ماريا بافلوفنا الروسية       | Maria           | 18 أبريل 1890  | 3 مايو 1908 ط. 13 مارس 1914 | 13 ديسمبر 1958 | الأمير فيلهلم دوق سودرمانلاند    | فقدان اللقب بعد الطلاق                                  |
|        | الأميرة سيبيلا من ساكس-كوبورغ وغوتا        | Sibylla         | 18 يناير 1908  | 19 أكتوبر 1932              | 28 نوفمبر 1972 | الأمير غوستاف أدولف دوق فستربوتن | والدة كارل السادس عشر غوستاف                            |
|        | ليليان ديفيز                               | Lilian          | 30 أغسطس 1915  | 7 ديسمبر 1976               | 10 مارس 2013   | الأمير برتيل دوق هالاند          |                                                         |
|        | صوفيا هيلكفيست                             | Sofia           | 6 ديسمبر 1984  | 13 يونيو 2015               |                | الأمير كارل فيليب دوق فارملاند   |                                                         |

## الهوامش